# Pod Huncwotem
Pod Huncwotem (ang. The Man with a Load Mischief) – powieść kryminalna amerykańskiej pisarki Marthy Grimes, opublikowana w 1981, a w Polsce w 2008 w tłumaczeniu Agnieszki Andrzejewskiej.

## Treść

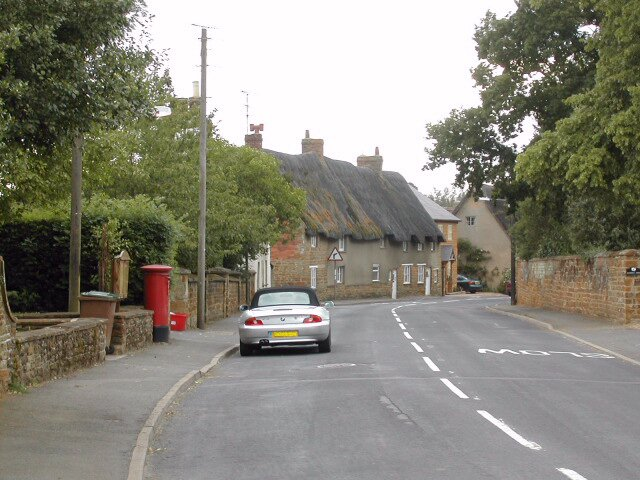
Krajobraz Northamptonshire - miejsca akcji

Jest pierwszą powieścią cyklu, w którym występuje detektyw Richard Jury, inspektor New Scotland Yardu, wspomagany przez ekscentrycznego eks-hrabiego - Melrose'a Planta (w tej części osoby te dopiero się poznają). Akcja traktuje o morderstwach, które dokonywane są w okresie bożonarodzeniowym, w okolicach Long Piddleton w Northamptonshire, głównie w pubach i ich sąsiedztwie (pierwsze zdarzenia mają miejsce 19 grudnia). Kolejno giną:
- William Small, zamordowany 17 grudnia w piwnicy pubu Pod Huncwotem, uduszony drutem i wpakowany głową do beczki z piwem[3],
- Rufus Ainsley, zamordowany 18 grudnia w pubie Pod Jackiem i Młotem (właściciel: Simon Matchett), wystawiony na drewnianej belce nad wejściem, w miejscu figury kowala[4],
- Jubal Creed, zamordowny (uduszony drutem) w pubie Pod Łabędziem pomiędzy Ardry End (siedzibą Agathy Ardry) a Dorking Dean[5],
- Rubby Judd, miejscowa prosta dziewczyna, znaleziona koło pubu Pod Kogutem i Butelką, w pobliżu Sidbury, zakopana w pagórku ziemi pozostałym po instalacji progu zwalniającego[6],
- Denzil Smith, pastor w kościele św. Regulusa, znawca historii brytyjskich pubów (zamordowany na plebanii - wbito mu w pierś nóż z kości słoniowej do rozcinania listów[7])[1].

W rozwiązywaniu sprawy, w którą teoretycznie zamieszany może być każdy mieszkaniec miasteczka, pomaga posterunkowy Pluck z Long Piddleton oraz sierżant Alfred Wiggins ze Scotland Yardu (wiecznie zakatarzony hipochondryk). Rad (nie zawsze fortunnych) udziela lady Agatha Ardry, ciotka Melrose'a Planta.
W powieści poznajemy szczegóły biografii głównych bohaterów - Richarda Jury'ego i Melrose'a Planta, m.in. fakt, że ten pierwszy nigdy nie nosił broni, a ten drugi dobrowolnie porzucił tytuł lordowski lub, że rozwiązuje krzyżówkę z Timesa w 15 minut.
Pozostałe postacie:
- Oliver Darrington - autor kiepskich kryminałów, m.in. Bent bada morderstwo,
- Sheila Hogg - sekretarka Darringtona,
- Vivian Rivington - poetka, w której zakochał się Jury[12],
- Isabel Rivington - starsza, przyrodnia siostra Vivian, zarządza jej majątkiem,
- Lorraine i Willie Bicester-Strachanowie - lokalni arystokraci,
- Marshall Trueblood - gej, handlarz antykami[13].